# Maria Anna de Teschen
Maria Anna de Teschen, també anomenada Maria Anna d'Àustria, (Linz, Imperi Austrohongarès 1882 - Lausana, Suïssa 1940) fou una princesa austríaca que va esdevenir duquessa consort del Ducat de Parma.

## Orígens familiars
Va néixer el 6 de gener de 1882 a la ciutat de Linz, que en aquells moments formava part de l'Imperi Austrohongarès, sent filla de Frederic d'Àustria i Isabel de Croy. Per línia paterna era neta de Carles Ferran d'Àustria i Elisabet d'Àustria, i per línia materna de Rodolf de Croy i Natàlia de Ligne. Fou neboda, per part de pare, de la reina regent d'Espanya Maria Cristina d'Àustria.
Maria Anna morí el 25 de gener de 1940 a la ciutat suïssa de Lausana.

## Núpcies i descendents
Es casà el 25 de maig de 1903 a la ciutat de Viena amb Elies de Parma, fill del duc Robert I de Parma i Maria Pia de Borbó-Dues Sicílies, i pretendent del Ducat de Parma. D'aquesta unió nasqueren Elisabet de Borbó-Parma (1904-1983), Carles de Borbó-Parma (1905-1912), Maria Francesca de Borbó-Parma (1906-1994), Robert de Parma (1909-1974, duc titular de Parma), Francesc de Borbó-Parma (1913-1939), Joana de Borbó-Parma (1916-1949), Alícia de Borbó-Parma (1917, casada el 1936 amb Alfons de Borbó-Dues Sicílies) i Maria Cristina de Borbó-Parma (1925).